# جيمس مور (لاعب كرة قدم)
جيمس مور (بالإنجليزية: James Moore)‏ (1 سبتمبر 1891 في المملكة المتحدة - 1 يناير 1972) هو لاعب كرة قدم بريطاني (وحمل سابقاً جنسية المملكة المتحدة لبريطانيا العظمى وأيرلندا) في مركز الهجوم. لعب مع برايتون أند هوف ألبيون وكوينز بارك رينجرز وليدز يونايتد ونادي بارنسلي ونادي ساوثهامبتون ونادي كرو ألكساندرا ونادي هاليفاكس تاون.

## وصلات خارجية
- جيمس مور (لاعب كرة قدم) على موقع قاعدة بيانات كرة القدم.إي يو (الإنجليزية)